# Despina Ghinokastra Istrati
Despina Ghinokastra Elpinchi Istrati (n. 28 octombrie 1912, Tepelenë, Albania – d. 4 martie 1977, București) a fost o pictoriță și graficiană decedată la cutremurul din 4 martie 1977. Născută în Albania când această aparținea încă de Imperiul Otoman, se mută împreună cu familia la București în 1914. Într-un puseu rebel adolescentin preia ca nume prenumele tatălui său, devenind Despina Anastase, iar în timpul studenției își reinventează onomastica devenind Ghinokastra. După absolvirea Academiei de Belle-Arte de la București, unde i-a avut profesori pe Camil Ressu și Jean Al. Steriadi, Despina Ghinokastra își continuă studiile la Paris, în cadrul École Nationale Supérieure cu pictorii Pierre-Henri Ducos de La Haille, François Billoul și Xavier Bricard.
La timpul debutului, într-o expoziție a Tinerimii Artistice, poartă numele Despina Ghinokastra Moscu, după numele primul soț, apoi, după căsătoria cu un comandor de aviație, să devină Despina Ghinokastra Istrati la care adaugă, ca un capriciu, precum sublinia Tudor Octavian, numele Elpinichi. Sub comuniști, toată această dinamică onomastică este temperată, artista apărând pe pagina de gardă a cărților ilustrate cu numele D. Ghinokastra.
Tot acest itinerar nominal, la care se adaugă și cvasi-ficțiunea autoportretelor, ne definesc o personalitate scindată, nonconformistă, grupată în excese ostentative, pierdută în bifurcații existențiale. Posibil, trăind în contratimp cu brutalitatea evenimentelor – criza anilor '30, convulsiile legionare, anii războiului, instaurarea comunismului – artista neavând un timp propice pentru maturizare, nu a reușit să se impună cu adevărat în panorama istoriei artei românești.
În ilustrația de carte pentru copii, Despina Ghinokastra a realizat spectaculoase compoziții grafice, seducătoare prin coloratură și expresivitate, ca un fel de consolare la abisul care i-a bulversat destinul, al cărui final a fost sub cărămizile unui bloc prăbușit în urma cutremurului din martie 1977.
În perioada interbelică a participat la expozițiile anuale ale Tinerimii Artistice și la Salonul Oficial. A expus în 1937 la Tirana sub egida regelui Zogu și la Paris în 1939. A avut 4 expoziții personale la București – 1941, 1943, 1945, 1967.
A ilustrat  cărți aparținând autorilor Dumitru Corbea, Ion Creangă, Vasile Alecsandri, H.Ch. Andersen, V.M. Garșin și Mioara Cremene.